# Депутаты Верховного Совета РСФСР от Чувашской АССР

Депутаты Верховного Совета РСФСР от Чувашской АССР
Депутаты указаны по году выборов в Верховный Совет РСФСР.

## 1938 год
1. Калинкина, Прасковья Ивановна — Чебоксарский округ.
2. Андреева, Зоя Ананьевна — Цивильский округ.
3. Малинин, Алексей Афанасьевич — Шумерлинский округ.
4. Антонова, Екатерина Антоновна — Канашский округ.
5. Сомов, Александр Васильевич — Алатырский округ.
6. Остряков, Леонтий Давидович — Батыревский округ.
7. Дубов, Иван Васильевич — Вурнарский округ.

## 1959 год
1. Ахазов, Тимофей Аркадьевич, Председатель Президиума Верховного Совета АССР. Шумерлинский округ.
2. Белоусова, Анфиса Прохоровна, нарезчица завода. Чебоксарский округ.
3. Карсакова, Валентина Андреевна, колхозница. Батыревский округ.
4. Корабельников, Михаил Дмитриевич, второй секретарь обкома КПСС. Канашский округ.
5. Малышева, Вера Петровна, фрезеровщица фабрики. Алатырский округ.
6. Хузангай, Петр Петрович, поэт. Вурнарский округ.
7. Яковлев, Степан Яковлевич, председатель колхоза. Цивильский округ.

## 1963 год
1. Ахазов, Тимофей Аркадьевич, Председатель Президиума Верховного Совета Чувашской АССР. Шумерлинский округ.
2. Генералова, Анастасия Константиновна, свинарка колхоза «Россия» Батыревского производственного колхозного управления. Батыревский округ.
3. Егорова, Римма Капитоновна, главный агроном колхоза «Динамо» Урмарского производственного колхозно-совхозного управления. Урмарский округ.
4. Зайцев, Михаил Васильевич, Председатель Совета Министров, Чувашской АССР. Вурнарский округ.
5. Николаев, Андриян Григорьевич, летчик-космонавт СССР. Чебоксарский сельский округ.
6. Рябина, Галина Степановна, штамповщица Чебоксарского электроаппаратного завода. Чебоксарский городской округ.
7. Тупицын, Михаил Николаевич, управляющий делами Совета Министров, РСФСР. Канашский округ.
8. Чичикин, Петр Андреевич, второй секретарь Чувашского обкома КПСС. Алатырский округ.

## 1967 год
1. Ахазов, Тимофей Аркадьевич, Председатель Президиума Верховного Совета Чувашской АССР. Шумерлинский округ.
2. Иванова, Елизавета Павловна, доярка колхоза «Ленинец» Цивильского района. Цивильский округ.
3. Кошкин, Василий Платонович, председатель колхоза «Правда» Шемуршинского района. Батыревский округ.
4. Лаврентьева, Мария Лаврентьевна, монтажница-маркировщица Чебоксарского электроаппаратного завода. Чебоксарский городской округ.
5. Николаев, Андриян Григорьевич, летчик-космонавт СССР. Чебоксарский сельский округ.
6. Симонов, Кирилл Степанович, заведующий Отделом транспорта и связи ЦК КПСС. Канашский округ.
7. Степанова, Лидия Федоровна, бригадир колхоза «30 лет Чувашии» Аликовского района. Вурнарский округ.
8. Чичикин, Петр Андреевич, второй секретарь Чувашского обкома КПСС. Алатырский округ.

## 1971 год
1. Афанасьев, Сергей Афанасьевич, председатель колхоза «Сеятель» Моргаушского района. Вурнарский округ.
2. Зуева, Антонина Михайловна, звеньевая совхоза «Волга» Козловского района. Цивильский округ.
3. Ислюков, Семен Матвеевич, Председатель Президиума Верховного Совета Чувашской АССР. Шумерлинский округ.
4. Кузьмина, Мария Андреевна, слесарь-сборщица Чебоксарского электроаппаратного завода. Чебоксарский округ.
5. Николаев, Андриян Григорьевич, генерал-майор авиации, летчик-космонавт СССР. Новочебоксарский округ.
6. Руссова, Елизавета Васильевна, доярка колхоза «Гвардеец» Батыревского района. Батыревский округ.
7. Симонов, Кирилл Степанович, заведующий Отделом транспорта и связи ЦК КПСС. Канашский округ.
8. Чичикин, Петр Андреевич, второй секретарь Чувашского обкома КПСС. Алатырский округ.

## 1975 год
1. Архилина, Валентина Егоровна, заведующая свинотоварной фермой колхоза им. Ленина Яльчикского района. Батыревский округ,
2. Егорова, Нина Степановна, бригадир комплексной бригады совхоза «Рассвет» Цивильского района. Цивильский округ.
3. Илларионова, Юлия Александровна, бригадир заготовительного участка Чебоксарского завода им. В. И. Чапаева. Чебоксарский округ.
4. Ислюков, Семен Матвеевич, Председатель Президиума Верховного Совета Чувашской АССР. Шумерлинский округ.
5. Николаев, Андриян Григорьевич, генерал-майор авиации, летчик-космонавт СССР. Новочебоксарский округ.
6. Прокопьев, Леонид Прокопьевич, Председатель Совета Министров, Чувашской АССР. Вурнарский округ.
7. Симонов, Кирилл Степанович, заведующий Отделом ЦК КПСС. Канашский округ.
8. Чичикин, Петр Андреевич, второй секретарь Чувашского обкома КПСС. Алатырский округ.

## 1980 год
1. Афанасьева, Таисия Ивановна
2. Ислюков, Семён Матвеевич
3. Левин, Пётр Алексеевич
4. Николаев, Андриян Григорьевич
5. Паймуллина, Лидия Ивановна
6. Прокопьев, Леонид Прокопьевич
7. Симонов, Кирилл Степанович
8. Скоробогатов, Иван Александрович
9. Терентьева, Ольга Петровна

## 1985 год
1. Богатов, Борис Сергеевич
2. Левин, Пётр Алексеевич
3. Николаев, Андриян Григорьевич
4. Петров, Александр Петрович
5. Прокопьев, Леонид Прокопьевич
6. Симонов, Кирилл Степанович
7. Синина, Елена Васильевна
8. Скворцова, Лариса Валериановна
9. Шоклева, Людмила Михайловна